# مارتین لاسال
مارتین لاسال (فرانسوی: Martin LaSalle‎؛ زاده ۱۹۳۰ میلادی) بازیگر فرانسوی-اروگوئه‌ای است.
 
از فیلم‌ها یا برنامه‌های تلویزیونی که وی در آن نقش داشته‌است، می‌توان به آکتئون، گمشده، جیب‌بر، سگ‌های جنگ، تعقیب آتشین و زیر آتش اشاره کرد.